# Chinhoyi
Chinhoyi (bis 1982 Sinoia), benannt nach einem Häuptling der Shona, ist die Hauptstadt der Provinz Mashonaland West in Simbabwe. Zusammen mit ihrem Umland stellt sie einen der Urbanen Distrikte Simbabwes mit 103.657 Einwohnern (2022) und einer Fläche von etwa 150 km².

## Geografie
Chinhoyi liegt sich am westlichen Rand des intensiv genutzten Farmlandes zu Harare hin, zwischen den Distrikten Makonde und Zivmba, etwa 1200 Meter über dem Meeresspiegel. Die Stadt liegt am Fluss Manyame. Der Urbane Distrikt ist in 15 Wards aufgeteilt.

## Geschichte
Die Gemeinde Chinhoyi wurde 1893 als Minenstadt gegründet. Es wurde nach Gold und anderen Mineralien gesucht.

## Wirtschaft
Chinhoyi ist die 10. größte Stadt des Landes. Die Stadt ist das Verwaltungs-, Dienstleistungs- und Kommunikationszentrum der Provinz. Chinhoyi ist das Zentrum produktiver Mais-, Vieh- und Tabakanbaugebiete und auch ein Bergbaugebiet, in dem hauptsächlich Kupfer und Glimmer abgebaut werden.

## Infrastruktur
Chinhoyi liegt an der Fernstraße A1 von Harare nach Kariba und Chirundu, der wichtigsten Straße nach Sambia. Die Stadt verfügt über 330 km Straße, wovon 102 geteert sind. Auch hat sie Anbindung an die Eisenbahnstrecke Harare–Lions Den und hat eine Flugpiste für Inlandsflüge.
Sie ist auch eine Universitätsstadt mit zwei der wichtigsten Universitäten des Landes, der Chinhoyi University of Technology (CUT) und der Zimbabwe Open University (ZOU). Es gibt 13 Grund- und 8 Weiterführende Schulen sowie eine Berufsschule.
Die Stadt beherbergt auch das Chinhoyi Provincial Hospital, in dem Krankenschwestern ausgebildet werden. Daneben gibt es 5 Ambulanzen und eine Private Einrichtung für die medizinische Versorgung.
Die Wasserversorgung wird hauptsächlich über den Biri-Manyame-See gestaltet, der 70 % des Wasserbedarfs deckt. Die Kapazität der Wasseraufbereitung liegt bei 16.000 m³/Tag. Es wird täglich 8 Stunden lang Wasser zur Verfügung gestellt.

## Chinhoyi Caves
Touristenattraktion sind die Chinhoyi Caves, Tropfsteinhöhlen mit einem etwa 50 m tiefer liegenden See darin, dem je nach Niederschlag im Schnitt 80 bis 90 m tiefen Sleeping Pool. Im Jahr 1992 erreichte ein US-Navy Taucher Team eine Tiefe von 135 Metern, 2013 ein anderes Team sogar 191 Meter. Um das Jahr 1830 soll der nomadisierende Anguni-Stamm hier die ursprünglichen Bewohner überrascht und in den See gestürzt haben, der danach den Shona-Namen Chirorodziva erhielt: „See der Gefallenen“. Der See hat eine konstante Temperatur von 22 Grad, so dass Geologen davon ausgehen, dass dieser See nur der kleine Teil eines unterirdischen Wasserreservoirs ist. Diese Höhlen dienten den Bewohnern der Gegend lange als Vorratsspeicher. Einige gefundene Tongefäße datieren Experten bereits auf 300 n. Chr. 1957 wurden die Höhlen zum Nationaldenkmal erklärt und 2013 zu einem Schutzgebiet nach der Ramsar-Konvention. Sie sind öffentlich zugänglich.

## Religion
Chinhoyi ist Sitz des katholischen Bistums Chinhoyi.

## Bevölkerungsentwicklung
Bevölkerungsentwicklung
| Jahr          | Einwohner |
| ------------- | --------- |
| 1982 (Zensus) | 24.322    |
| 1992 (Zensus) | 43.054    |
| 2002 (Zensus) | 48.912    |
| 2012 (Zensus) | 68.273    |
| 2022 (Zensus) | 103.657   |

## Persönlichkeiten
In Chinhoyi geboren wurde der simbabwische Bildhauer Joram Mariga (1927–2000).